# Transcortina
La transcortina, chiamata anche globulina legante i corticosteroidi o CBG (dall'inglese "Glucocorticoid-Binding Globulin"), è una globulina della grande famiglia delle serpine di struttura simile alla alfa-1 antitripsina. Si tratta di una alfa 2-globulina plasmatica di peso molecolare 52.000 Da.

## Trasporto
La transcortina lega alcuni ormoni steroidei:
- Cortisolo. Circa il 75% del cortisolo circolante è legato a questa proteina plasmatica. Un'ulteriore quota è trasportata dalla albumina sierica attraverso un legame aspecifico e con minore affinità di legame. Il legame con l'albumina non è tuttavia trascurabile in quanto la sua concentrazione plasmatica è di circa 1000 volte superiore rispetto a quella della proteina vettrice specifica. La frazione di cortisolo biologicamente attiva è quella libera, perciò non legata alle proteine plasmatiche.
- Progesterone
- Aldosterone. Solo circa il 17% dell'aldosterone circola legato alla transcortina: la gran parte circola in forma libera.
- 11-desossicorticosterone (DOC)

In aggiunta, circa il 4% del Testosterone del siero è legato alla Transcortina.

## Produzione
La transcortina è prodotta dal fegato ed è regolata dalle concentrazioni di estrogeni. Pertanto, i livelli plasmatici di transcortina tendono ad aumentare durante la gravidanza, e sono diminuiti in soggetti affetti da cirrosi.

## Clinica
Le mutazioni del gene della transcortina sono rare. Ad oggi ne sono stati segnalati solo cinque casi. Tutti i casi di mutazione sono stati caratterizzati da sintomi quali dolore generalizzato e stanchezza. Il meccanismo fisiopatologico alla base dei questi sintomi non è noto. Questa condizione deve essere distinta dall'ipocortisolismo secondario. Le terapie con idrocortisone non sembrano migliorare la fatica.